# Winds of Plague
I Winds of Plague sono una band deathcore statunitense, formatasi nel 2002 a Upland, in California.
La particolarità di questo gruppo è quella di unire elementi symphonic metal al deathcore.

## Storia
I Winds of Plague si formano nel 2002 con il nome di "Bleak December", tuttavia nell'aprile 2005 il gruppo cambia nome nell'attuale Winds of Plague, prendendo ispirazione dal testo della canzone "Endless" degli Unearth. Dopo pochi mesi dal cambio di nome la band pubblica il suo primo album dal titolo A Cold Day in Hell sotto la Recorse Records. Nel 2007 la band firma per la Century Media e nel 2008 pubblica il suo album di debutto sotto una major dal titolo Decimate the Weak. L'album contiene i singoli "Decimate the Weak" e "Angels of Debauchery", mentre per la canzone "The Impaler" è stato girato un video.
Nel 2009 esce il terzo album della band The Great Stone War, dal quale vengono estratti i singoli "Approach the Podium" e "Chest and Horns". Nel 2011 esce il quarto album Against the World che contiene i singoli "California", "Refined in the Fire" e "Drop the Match". Insieme ad altri gruppi deathcore/metalcore partecipano alla colonna sonora di Homefront con la cover di "For What It's Worth" dei Buffalo Springfield.

## Formazione

### Formazione attuale
- Jonathan "Johnny Plague" Cooke - voce (2002-presente)
- Nick Piunno - chitarra (2002-presente)
- Nick Eash - basso (2002-2003); chitarra (2003-presente)
- Andrew Glover - basso (2006-presente)
- Alana Potocnik - tastiera (2009-presente)
- Brandon Galindo - batteria (2012-presente)

### Ex componenti
- Joshua Blackburn - chitarra (2002-2003)
- Brandon Pitcher - tastiera (2002-2003)
- Corey Fine - batteria (2002-2004)
- Kevin Grant - basso (2003-2006)
- Chris Cooke - tastiera (2003-2006)
- Jeff Tenney - batteria (2004-2008)
- Matt Feinman - tastiera (2006-2008)
- Kristen Randall - tastiera (2008-2009)
- Art Cruz - batteria (2008-2012)
- Lisa Marx - tastiera (2009)

## Discografia
- 2005 - A Cold Day in Hell
- 2008 - Decimate the Weak
- 2009 - The Great Stone War
- 2011 - Against the World
- 2013 - Resistance
- 2017 - Blood Of My Enemy